# Astronesthes martensii
Astronesthes martensii es una especie de pez de la familia Stomiidae en el orden de los Stomiiformes.

## Morfología
• Los machos pueden llegar alcanzar los 14 cm de longitud total.

## Hábitat
Es un pez de mar y de aguas profundas que vive hasta 2.091 m de profundidad.

## Distribución geográfica
Se encuentra desde el Mar Rojo y el África Oriental hasta Indonesia.